# Roptscha
Roptscha (ukrainisch und russisch Ропча, rumänisch Ropcea, deutsch (bis 1918) Ropcze) ist ein Dorf  im Zentrum der ukrainischen Oblast Tscherniwzi mit etwa 3300 Einwohnern (2004).
Roptscha befindet sich am Ufer des Seret im Süden des Rajons Tscherniwzi.
Das am 18. Februar 1448 erstmals urkundlich erwähnte Dorf in der Bukowina besitzt eine Bahnstation an der Bahnstrecke Hlyboka–Berehomet.
Roptscha liegt an der Territorialstraße T–26–07 auf 344 m Höhe 9 km südöstlich vom Rajonzentrum Storoschynez 30 km südwestlich der Oblasthauptstadt Czernowitz.
Am 12. Juni 2020 wurde das Dorf ein Teil der Stadtgemeinde Storoschynez im Rajon Storoschynez, bis dahin bildete es die Landratsgemeinde Roptscha (Ропчанська сільська рада/Roptschanska silska rada) im Osten des Rajons.
Seit dem 17. Juli 2020 ist der Ort ein Teil des Rajons Tscherniwzi.